# 澳大利亚历史

显示澳洲殖民地历史的动画地图

澳大利亚历史是从距今40,000至70,000年前人类第一次在澳洲大陆北岸定居开始的。这段时间被定义为澳大利亚史前时期。有文字记载的澳大利亚历史开始于欧洲探险家第一次达到这片土地。这段时期又分为两个阶段：这两个阶段以1901年成为大英帝国领地前后为分界点。

## 前殖民時期
澳洲原住民於約四萬年前抵達澳洲。因其一直採用狩獵採集的原始部落生活方式，並無發明文字及現代國家文明體制，故欧洲人於1606年第一次踏足澳洲前的歷史被称为澳大利亚史前时期。
17世纪早期開始有西歐探险家發現澳洲的存在。尽管有葡萄牙人发现澳洲的相关理论，但是这个仍缺少相关证据。第一次有书面记载的欧洲人登陆澳洲发生在1606年，由荷兰导航员威廉·揚松的号船第一次在卡奔塔利亚湾航行，并
於约克角半岛在西岸第一次登陆。同年，西班牙航海家佩德罗·费尔南德斯·德·基罗斯（Pedro Fernández de Quiros）在新赫布里底登陆，他们认为此地即为寓言故事中的南方大洲，所以以“Austrialia del Espiritu Santo”（圣灵之南方大陆）命名，来纪念西班牙菲利普三世的妻子王后奥地利的玛格丽特。18世纪初，“新荷兰”的西岸和北岸被绘于地图，但仍未有歐洲人尝试於澳洲探索殖民。

## 英國開墾拓殖
首位真正意義上開發澳洲的人為英国探險家詹姆士·庫克。1768年，庫克乘坐「奮進號」從英國出發前往大溪地，於1770年發現澳洲東岸，遂繞行一圈後正式命名並以大英帝國名義宣布佔領。
1788年1月26日（澳大利亞日），英国殖民者在澳大利亚东南部建立第一个殖民地——新南威尔士殖民地，为英國本土犯人的流放地。1797年，麥卡瑟(J. Macarthur)由好望角將美麗諾羊（Merino sheep）引進澳洲。
1804年，霍巴特城建立。1813年，首次引進貨幣 - 有孔錢幣及銀幣（dump）。
1829年，西澳被吞併，成為囚犯流放地。1851年，新南威爾斯的貝瑟斯特及維多利亞州的柏拉瑞特發現金礦。1862年，史都特（John Stuart）成為第一位穿越澳洲南至北的探險家。1868年，最後一批囚犯被運送至西澳。
1873年，英國殖民者首次發現艾爾斯岩（Ayers Rock）。
在经过长达10年的計畫，讨论，投票后，1901年1月1日组成了第一个隶属于英国的澳洲聯邦（Commonwealth of Australia）。

## 英屬自治領時期

### 墨爾本首府時期
1901年1月1日，几个英国的殖民地组成了第一个隶属于英国的澳洲聯邦（Commonwealth of Australia），白澳政策及移民限制法被通過。1914年至1918年，澳洲參與第一次世界大戰。1920年，澳洲航空公司（Qantas）國內航線成立。1921年，伊迪斯科文（Edith Dircksey Cowan）成為澳洲首位女性國會議員。1927年前，澳大利亚的首都是墨尔本。

### 坎培拉首府時期
1927年，墨爾本與悉尼相爭首都地位，經協議後遷往折衷點堪培拉。同年，第一次澳洲聯邦會議於坎培拉臨時國會大廈舉行。
澳大利亚在兩次世界大战中跟英国並肩作战。二次大战以后，大規模的移民计划让澳大利亚产生了很大的改变。在澳大利亚政府的白澳政策被废除后（1972年），很多亚洲及世界各地的人移民到至澳大利亚，改变了澳大利亚的人口组成、文化和形象。
1931年，英国颁布的《1931年西敏法規》基本让澳大利亚联邦有權拥有独立主權。1932年，雪梨海港大橋啟用。1933年，西澳公投表決脫離英國獨立，但遭國會否決。
1939年至1945年，澳洲參加第二次世界大戰。1940年，第一輛澳洲製造的汽車面世。

## 逐漸脫離英国
1942年，澳大利亚联邦正式采纳1931年公布的西敏法令。但由于澳大利亚受到大日本帝國的潜在威胁和英国在亚洲节节败退，让澳大利亚的外交政策开始转向與美国友好。
1948年，霍頓（Holden）為第一輛完全澳洲自製汽車。
1951年，澳大利亚成为美国的正式盟友，并签订美澳新条约 (ANZUS)。
1956年，舉辦墨爾本奧運。
1966年澳洲推行十進制，貨幣亦同時改作十進制。當時一美元的價值大概等於半英鎊，新的十進制通貨改為與美元連動。貨幣名稱由澳大利亞鎊改為澳洲元。
1967年經過公投後，通過廢除歧視原住民的法律。1973年雪梨歌劇院啟用。
1972年大选，工党執政后，越来越多澳大利亚国民认为，未来他们的国家會更融入亚洲。
1984年，《前進澳洲美之國》成為澳洲國歌。兩年，澳大利亚宣佈澳洲法案（Australia Act），正式徹底脫離英國獨立，英国的当时最高法院－枢密院司法委员会从此不再是澳大利亚的终审法院。但作為君主立宪制国家，伊丽莎白二世女王仍然保留澳大利亚女王的身分。

## 主權完整國家
1988年，澳洲开埠200週年，当年國慶日－坎培拉新國會大廈啟用。
1996年，約翰·霍華德當選第25任澳大利亚總理，結束了13年的工党主政。屬「保王派」的於他1999年舉行了提議國體转变为议会制共和国的全民公投，並遭否決。現時當地共識是：只要女王仍在位，澳大利亞不会成為共和国。翌年，悉尼主辦奧林匹克運動會。
於2007年12月结束保守派联盟12年主政的工党领袖陆克文，出任第26任聯邦總理。他於2008年代表澳大利亚政府，向澳大利亚原住民正式道歉。
2008年，經陸克文提名，昆廷·布賴斯就任澳洲首位女總督。2010年，原任陆克文副手的朱莉亞·吉拉德取代前者成为总理和工党领袖。她是迄今唯一一名曾任正、副總理和主要政黨黨魁的女性。